# ネストール・ガルサ
ネストール・ガルサ（Nestor Garza、1976年11月24日 - ）は、メキシコの男性プロボクサー。元WBA世界スーパーバンタム級王者。「ティグレ（Tigre＝虎）」のニックネームを持つ。

## 来歴
1994年2月18日、プロデビュー。
1996年8月23日、空位のメキシコ・スーパー・バンタム級王座を獲得。この時点での戦績は24戦全勝21KOと、強打者ぶりを示していた。
1997年4月26日に初黒星を喫するも快進撃は止まらず、同年12月5日にはクルス・カルバハル(後のWBO世界バンタム級王者)と空位のNABO北米スーパー・バンタム級王座を争い判定勝ち。
1998年12月12日、エンリケ・サンチェスの持つWBA世界スーパーバンタム級王座に挑戦し、判定勝ちで王座獲得。
1999年5月8日、暫定王者カルロス・バレットに8ラウンドTKO勝ちを収め、初防衛を果たすと共にバレットの暫定王座を吸収し王座統一に成功。
同年11月21日、名古屋市総合体育館において石井広三の挑戦を受ける。試合はピンチとチャンスが目まぐるしく入れ替わる大激戦となるが、最終12ラウンドにダウンを奪ったガルサが猛攻、TKO勝ちを収め2度目の防衛に成功。日本人選手が敗れたにもかかわらず、この試合は同年の日本ボクシング界における年間最高試合に選ばれた（ プロ・アマチュア年間表彰の項を参照）。
2000年3月4日、クラレンス・アダムズに大差の判定負けを喫し、3度目の防衛に失敗。王座から陥落した。
その後、ブランクを挟みつつ5試合を行うが、その成績は2勝3敗(うち2戦はKO負け)という惨憺たるもので、「石井との激闘によるダメージでボクサー生命を絶たれた」とする説もある。

## 獲得タイトル
- メキシコスーパーバンタム級王座
- NABO北米スーパーバンタム級王座(防衛1)
- WBA世界スーパーバンタム級王座（防衛2）